# 卡缅诺-斯捷普诺耶农村居民点
卡缅诺-斯捷普诺耶农村居民点（俄语：Каменно-Степное сельское поселение）是俄罗斯联邦沃罗涅日州塔洛瓦亚区所属的一个农村居民点。其下辖有7个居民点，行政中心为多库恰耶夫研究所第二区。据2016年统计，该农村居民点的人口为4762人。